# Europees kampioenschap voetbal vrouwen onder 17 - 2009/Nederland
Nederland is een van de landen die zich moest kwalificeren voor het Europees kampioenschap voetbal vrouwen onder 17 - 2009 in Zwitserland.

## Eerste kwalificatieronde
| Team      | Pld | W | D | L | GF | GA | GD  | Pts |
| --------- | --- | - | - | - | -- | -- | --- | --- |
| Nederland | 3   | 3 | 0 | 0 | 14 | 0  | +14 | 9   |
| Ierland   | 3   | 2 | 0 | 1 | 5  | 3  | +2  | 6   |
| Turkije   | 3   | 1 | 0 | 2 | 5  | 6  | -1  | 3   |
| Faeröer   | 3   | 0 | 0 | 0 | 0  | 15 | -15 | 0   |

|                       |                                                                             |     |         |                                                          |
| 18 oktober 2008 14:00 | Nederland                                                                   | 8–0 | Faeröer | Sportcomplex Mardan, Antalya Scheidsrechter: Ivana Vlaic |
| 18 oktober 2008 14:00 | Grimberg 7', 29', 38' Mulder 53' Martens 65', 80+2', 80+4' Van Lunteren 80' |     |         | Sportcomplex Mardan, Antalya Scheidsrechter: Ivana Vlaic |

|                       |                                       |     |         |                                                          |
| 20 oktober 2008 16:00 | Nederland                             | 4–0 | Turkije | Sportcomplex Mardan, Antalya Scheidsrechter: Petra Chuda |
| 20 oktober 2008 16:00 | Grimberg 30', 33', 48' Van Dongen 78' |     |         | Sportcomplex Mardan, Antalya Scheidsrechter: Petra Chuda |

|                       |                        |     |         |                                                          |
| 23 oktober 2008 15:00 | Nederland              | 2–0 | Ierland | Sportcomplex Mardan, Antalya Scheidsrechter: Petra Chuda |
| 23 oktober 2008 15:00 | Jansen 48' Martens 68' |     |         | Sportcomplex Mardan, Antalya Scheidsrechter: Petra Chuda |

## Tweede kwalificatieronde
De loting voor de tweede kwalificatieronde vond plaats op 19 november 2008 in Nyon, Zwitserland. Het Nederlands voetbalelftal werd gekoppeld aan Frankrijk, Denemarken en Wales. De wedstrijden werden van 25 tot en met 30 maart 2009 in Nederland gespeeld. De groepswinnaar plaatste zich voor het eindtoernooi.
| Team       | Pld | W | D | L | GF | GA | GD  | Pts |
| ---------- | --- | - | - | - | -- | -- | --- | --- |
| Frankrijk  | 3   | 2 | 1 | 0 | 7  | 0  | +7  | 7   |
| Nederland  | 3   | 2 | 1 | 0 | 7  | 1  | +6  | 7   |
| Denemarken | 3   | 0 | 1 | 2 | 0  | 3  | -3  | 1   |
| Wales      | 3   | 0 | 1 | 2 | 1  | 11 | -10 | 1   |

|                           |           |     |            |                   |
| 25 maart 2009 19:00 UTC+1 | Nederland | 1–0 | Denemarken | De Bataven, Gendt |
| 25 maart 2009 19:00 UTC+1 |           |     |            | De Bataven, Gendt |

|                           |           |     |       |                   |
| 27 maart 2009 19:00 UTC+1 | Nederland | 6–1 | Wales | De Bataven, Gendt |
| 27 maart 2009 19:00 UTC+1 |           |     |       | De Bataven, Gendt |

|                           |           |     |           |                               |
| 30 maart 2009 19:00 UTC+1 | Nederland | 0–0 | Frankrijk | Sportpark Panhuis, Veenendaal |
| 30 maart 2009 19:00 UTC+1 |           |     |           | Sportpark Panhuis, Veenendaal |

## Topscorers
| Naam                 | Doelpunten |
| -------------------- | ---------- |
| Lisanne Grimberg     | 5          |
| Lieke Martens        | 4          |
| Wendy Mulder         | 1          |
| Desiree van Lunteren | 1          |
| Ellen Jansen         | 1          |